# Galeichthys peruvianus
Galeichthys peruvianus es una especie de pez de la familia Ariidae en el orden de los Siluriformes.

## Morfología
• Los machos pueden llegar alcanzar los 35 cm de longitud total.

## Hábitat
Es un pez de mar y de clima tropical.

## Distribución geográfica
Se encuentra en la costa  pacífica de Sudamérica. Desde Altata, Sinaloa (México) por el norte hasta Ilo (Perú) por el sur. Habiendo algunos registros hacia el sur, en aguas costeras chilenas, siendo la localidad de Cocholgüe en la Provincia de Concepción, el sector más austral donde se ha colectado un ejemplar. Últimamente se han colectado ejemplares juveniles en la costa de la ciudad de Arica, Chile. Por lo que se confirmó esta especie como nativa para el antes mencionado país (Méndez-Abarca et al).

## Uso comercial
Se comercializa fresco y en forma de harina de pescado.